# Караганка (Челябинская область)
Карага́нка — посёлок в Ашинском районе Челябинской области России. Входит в состав Симского городского поселения.

## География
Через посёлок протекает река Верхняя Караганка. 

## Население
| 2002 | 2010 |
| ---- | ---- |
| 85   | ↘58  |

По данным Всероссийской переписи, в 2010 году численность населения посёлка составляла 58 человек (31 мужчина и 27 женщин).